# أولاد اعلي امحمد (أولاد أعلي أمحمد)
أولاد اعلي امحمد هو دُوَّار يقع بجماعة دار أولاد زيدوح، إقليم الفقيه بن صالح، جهة بني ملال خنيفرة في المملكة المغربية. ينتمي الدوّار لمشيخة أولاد أعلي أمحمد التي تضم 5 دواوير. يقدر عدد سكانه بـ 2208 نسمة حسب الإحصاء الرسمي للسكان والسكنى لسنة 2004.

## روابط خارجية
- البوابة الوطنية للجماعات الترابية
- المندوبية السامية للتخطيط